# Cantonul Brantôme
Cantonul Brantôme este un canton din arondismentul Périgueux, departamentul Dordogne, regiunea Aquitania, Franța.

## Comune
- Agonac
- Biras
- Bourdeilles
- Brantôme (reședință)
- Bussac
- Eyvirat
- Lisle
- Saint-Front-d'Alemps
- Saint-Julien-de-Bourdeilles
- Sencenac-Puy-de-Fourches
- Valeuil